# Perideridia montana
Perideridia montana là một loài thực vật có hoa trong họ Hoa tán. Loài này được (Blank.) Dorn mô tả khoa học đầu tiên năm 1988.